# Dhamma-vicsaja
A dhamma-vicsaja (páli; szanszkrit: dharma-) a buddhizmusban valóság-vizsgálatot, tudatosítást, megkülönböztető belátást vagy valóság-tanulmányozást jelent. Közbeiktatott fogalom nélküli megértés, amely saját megfigyelésen alapul. A páli kánon részét képező Szutta-pitakában a dhamma-vicsaja a második a hét megvilágosodási tényező (szatta boddzshangá) közül.

## Története
A dhamma-vacsaja a hét megvilágosodási tényező közül a második. Megelőzi a sorban a tudatosság (szati), majd utána jön az energia (vírja), a megszakítás (píti), a nyugalom (passzaddhi), a koncentráció (szamádhi) és az egykedvűség (upekkhá).  A Szamjutta-nikája szerint ez a tényezőt úgy lehet kifejleszteni, hogy folyamatosan megfigyeljük a következő állapotokat (dhammá): üdvös és ártó (kuszalá-akuszalá); szégyenletes és szégyen nélküli (szávaddzsá-anavaddzsá); felsőbb és alantasabb (hína-panítá); és gonosz és jó (kanha-szukka).  Egy a nikajákban szereplő magyarázat szerint ezt a tényezőt felébreszti "ennek a dhammának a megkülönböztetéséből fakadó bölcsesség" (taṃ dhammam pannāja pavicsináti).
Az Abhidhamma (Dhamma-szanganí) az üdvös állapotok felsorolásával még erőteljesebben azonosítja a dhamma-vicsaját a panna-val (bölcsesség). A későbbi Abhidhamma szövegekben és a poszt-kanonikus irodalmakban a dhamma-vicsaja már a dhamma tanulmányozására utal, mint az abszolút valóságot jelentő fizikai vagy mentális jelenségek összességére.